# NGC 671
NGC 671 és una galàxia espiral (S?) localitzada en la direcció de la constel·lació d'Àries. Posseeix una declinació de +13° 07' 31" i una ascensió recta d'1 hora, 46 minuts i 59,1 segons.
La galàxia NGC 671 va ser descoberta en 17 de setembre de 1885 per Lewis A. Swift.